# Santo Tomás (Peru)
Santo Tomás ist eine Kleinstadt in Peru. Sie ist die Hauptstadt der Provinz Chumbivilcas, liegt auf ca. 3650 m über dem Meeresspiegel und hatte 2017 10.170 Einwohner. 10 Jahre zuvor betrug die Einwohnerzahl 7.575. Die Stadtrechte erhielt Santo Tomás am 21. Juni 1825, der Ort ist allerdings schon wesentlich älter.
Die Stadt liegt in einer Entfernung von 360 Kilometer zur Regionshauptstadt Cusco, was acht Stunden Fahrzeit mit dem PKW entspricht, und 1500 Kilometer zur Landeshauptstadt Lima. Das Gebiet ist vulkanischen Ursprungs. Der Río Santo Tomás, linker Nebenfluss des Río Apurímac, fließt westlich an der Stadt vorbei. Der Fluss sowie dessen Zuflüsse haben sich tief in die Landschaft eingeschnitten, was zusammen mit den wenigen Brücken zu komplizierten Verkehrsverhältnissen führt. Erst seit 1997 gibt es in Santo Tomás Elektrizität und Telefonleitungen. Es existiert nur ein schlecht ausgestattetes Krankenhaus.
Die ganze Region ist landwirtschaftlich geprägt und wenig entwickelt. Es existieren zwei Primarschulen mit 700 und 1200 Schülern sowie eine Sekundarschule mit 1500 Schülern. Trotzdem liegt bei den Jugendlichen die Analphabetenquote über 50 % (Stand 2003).
Aus den Räumen des Pfarramtes wird ein regionales Programm „Radio Santo Tomás“ gesendet, an dem in einem offenen Programm viele ehrenamtliche Redakteure beteiligt sind. Dabei ist zu beachten, dass Informationen über das Radio eine der wesentlichen Informationsquellen in dieser unwirtlichen Region sind.

## Kirche
Die Kirche von Santo Tomás stammt aus dem Jahr 1789. Die Bauzeit hatte 40 Jahre betragen. Die Kirche hat einen kreuzförmigen Grundriss mit eigenen Altären im nördlichen und südlichen Querhaus. Die beiden Türme am Nordportal haben drei kleine Glocken und eine große Glocke, die der Mater Dolorosa gewidmet ist. Die Torbögen der Kirche sind mit Steinmetzarbeiten versehen, die Blumen und Heilige darstellen. In den Nischen des Innenraums stehen Heiligenfiguren. Der Altar ist mit Silberblech überzogen. Die ganze Kirche ist im Inneren mit bemalten Schnitzereien geschmückt worden, besonders ragt dabei die Kanzel heraus.
Die Pfarrgemeinde St. Laurentius Hemsbach unterhält eine Partnerschaft mit der Pfarrei Santo Tomás, an der allerdings die gesamte Provinz Chumbivilcas beteiligt wird.

## Feste
Am Fest der Unbefleckten Empfängnis am 8. Dezember finden in Santo Tomas außer den Messen landestypische Stierkämpfe statt.